# Насаху
Насаху (аккадською — викорінювати) — політика переселення народів яку використовували стародавні ассирійці починаючи з так званого середньоассирійського періоду. Суть насаху полягала в тому, що жителів певної місцевості насильно переселяли з батьківшини в інший, зазвичай досить віддалений регіон підлеглий ассирійцям. На місце виселених часто переселяли в свою чергу людей з інших областей. Метою насаху було послабити опір, зруйнувати сталі держави та племена, перетворити народи певних земель на безлике населення, тим більше, що виселенців розселяли не суцільним масивом, а в перемішку зі старим населенням, або такими ж депортованими. На новому місці над людьми ставили нових ассирійських начальників. Це власне було чи не головною метою насаху — переселення на чужину та розпорошення руйнувало стару соціальну структуру і перетворювало людей в аморфну массу якою було значно легше керувати і яка втарчала здатність до опору. 
Зазвичай переселенці асимілювалися місцевим насленням, але часом з них та залишків старих жителів утворювалися нові спільноти. Саме внаслідок насаху на місці виселених з Ізраїльського царства євреїв з тих, хто уник депортації та нових поселенців утворився новий народ — самаритяни. З іншого боку саме через це насаху щезли 10 колін ізраєлєвих — населення власне Ізраїльського царства. Пізніше, політику насаху наслідували вавилоняни, але вже без притаманного ассирійцям розмаху, але саме виселення євреїв коліна Ієгуди та Беньяміна описується в Біблії як Вавилонський полон. 
Схожу на насаху політику проводили й інші правителі в різних місцях та в різні часи, наприклад дуже схоже діяли через дві тисячі років інки та московські правителі Іван III Васильович та Іван IV Грозний. В ХХ столітті відродив практику насаху в своїй імперії Сталін. 